# Schloss Breiteneich

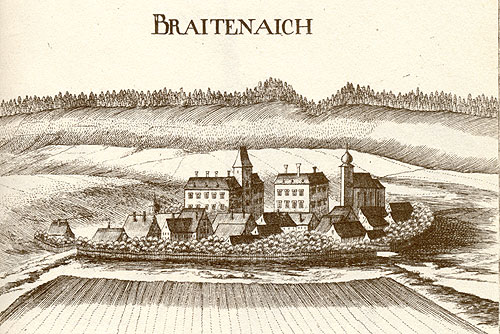
Schloss Breiteneich 1672, Kupferstich nach Georg Matthäus Vischer

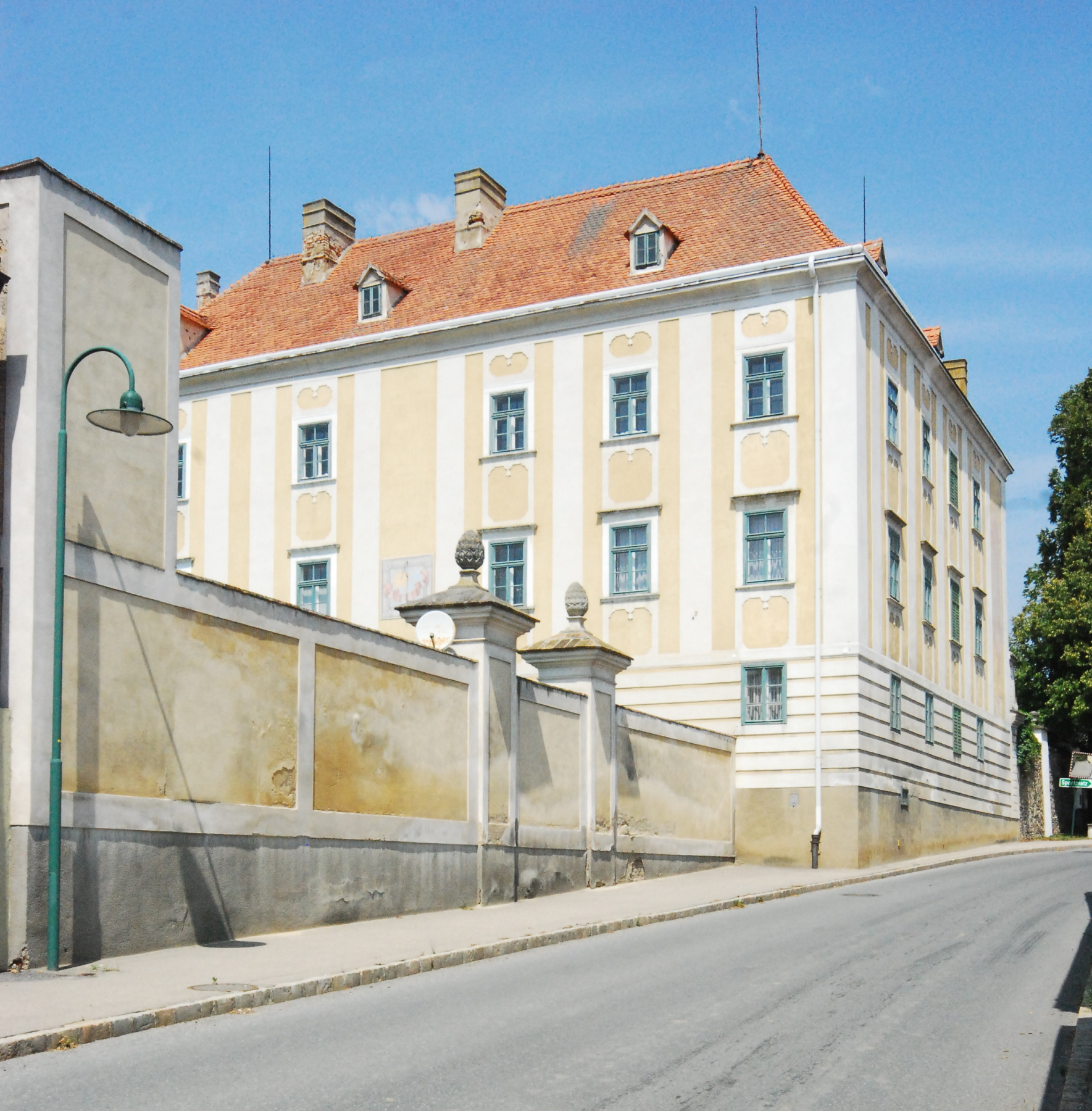
Das neue Schloss

Schloss Breiteneich ist ein Schloss in Breiteneich, Ort und Katastralgemeinde der Stadtgemeinde Horn im Bezirk Horn in Niederösterreich.

## Geschichte
Das Schloss wurde im Jahr 1223 erstmals urkundlich erwähnt. Damals war hier ein Geschlecht ansässig, das sich nach dem Ort nannte und das wahrscheinlich den Herrensitz begründet hat (Altenburger Urkunden). Im Laufe der Jahrhunderte kam es zu zahlreichen Besitzerwechseln, darunter die Fronhammer, Rappach, Herberstein, Kuefstein, Trautson, Hoyos.
1537 war Erasmus von Schneckenreith bereits Herrschaftsbesitzer. Das Stift Altenburg brachte beim Kaiser gegen ihn Beschwerde ein, da er von den Stiftsuntertanen widerrechtlich Robot forderte und ihnen das Vieh wegnahm. Zu dieser Zeit muss das Schloss schon eine große Baustelle gewesen sein. Die mittelalterliche Burg wandelte sich zu einem der frühesten und vornehmsten Renaissanceschlösser Niederösterreichs.
Aber schon 1542 verkaufte Frau Margaretha von Schneckenreith die Herrschaft Breiteneich an Veit Salchinger, der Pfleger zu Maissau war. Erasmus und seine Gemahlin († 1547) liegen in der Pfarrkirche Weitersfeld begraben.
1822 kaufte Franz Winkler das Schloss, das damals schon in einem schlechten Bauzustand gewesen sein dürfte. Er unterteilte den großen Saal in Gesindezimmer. Vermutlich wurde der Saal einst von einem eindrucksvollen Zellengewölbe überspannt. In den Stürzen der großen Saalfenster sind noch heute die Zellengewölbe erhalten. 1853 ist Marie Winkler, die Witwe nach Franz Winkler, die Besitzerin. 1888 sind Karl und Marie Groeger die Eigentümer. Sie hatten drei Töchter. Eine davon, Auguste, heiratete Ernst von Roretz, der Bezirkshauptmann in Scheibbs war.
Im Jahr 1912 brannten der Meierhof und Teile des Schindeldaches des alten Schlosses. Ein Übergreifen auf andere Teile konnte durch das Eingreifen der umliegenden Feuerwehren verhindert werden.
1995 ging das Alte Schloss durch Kauf von Ernest von Roretz III. an Christian und Andrea Lippert über. Frau Andrea Lippert ist eine geborene v. Roretz und die Nichte Ernest v. Roretz'.

## Beschreibung
Durch ein großes Tor, das mit einem Wappen und schlichten Steinvasen geschmückt ist, gelangt man auf den Vorplatz, an dem sich links das Neue und rechts das Alte Schloss erhebt. Das neue Schloss entstand um 1672 aus einem Wirtschaftsgebäude. Die schlicht gestaltete Fassade wirkt aber durchaus vornehm. Durch widrige Umstände wurde es während des Krieges besitzmäßig vom Alten Schloss getrennt. Anfang der 1960er Jahre erwarb die Familie Wesner das Schloss, die es heute noch besitzt. Das Alte Schloss ist ein dreigeschoßiger Vierkanter mit abgeschrägten Ecken. An der Schräge links vom Tor ist vom Boden weg ein Erker angebaut, der im ersten Stock von der Bibliothek zugänglich ist. Die Westfront ist ganz schlicht. Aus der Halle gehen ein Fenster und eine Eisentür in den Garten. Im Oberstock befinden sich drei Saalfenster. Es wird vermutet, dass das mittlere einst ein aufwendiger Balkon mit Sandsteinportal war. Im Schloss werden viele behauene Steine aufbewahrt, darunter Teile einer spätgotischen Maßwerkbrüstung. In der Mitte der Nordfront tritt über alle Stockwerke das Rund der Kapellenapsis heraus, aus ihr führt eine Tür in den Meierhof.
Das Dach des vorspringenden Torturmes wird von einem Morgenstern, der Nachbildung einer mittelalterlichen Waffe, bekrönt. Das prächtige Portal mit den Kettenrollen für die ehemalige Zugbrücke und der elegante Sgraffitoschmuck beeindrucken den Beschauer. Das Portal ist geschmückt mit Schnecken, Wappen, Porträtköpfen und floralen Elementen. Die Inschrift lautet: „Erasm. von Schneckenreith, Margaretha Dierbahin sein eheliche Gemahel haben das Thor erpaut sampt der Maur mit der Gnaden Gottes, dem sey Lob und Preis gesagt 1541“. Mit der Mauer ist eine Wehrmauer gemeint, deren Rest heute noch den Garten des Neuen Schlosses gegen das Dorf abschließt.
Als Ernst von Roretz II. (1884–1943) in den 1920er Jahren daranging, das Gebäude im fast letzten Augenblick zu retten, war das oberste Stockwerk an der Meierhofseite schon teilweise eingestürzt. Die Familie wohnte damals schon lange im Neuen Schloss. Die Baronin Maria von Roretz (* 30. Juni 1898 in Triest; † 25. September 1995 in Horn), geborene Clanner von Engelshofen, entstammte einer altösterreichischen Offiziersfamilie. Sie war die Gattin Ernst von Roretz II. Gemeinsam emigrierten sie in der Zeit des Nationalsozialismus mit zwei ihrer Kinder nach England, wo Ernst von Roretz 1943 starb. Die Baronin und die Kinder behielten auch nach dem Krieg ihren Wohnsitz in England bei. Im verfallenden Schloss lebte nur noch die betagte Tante Liese Groeger, die hier das Wohnrecht hatte. Das Schloss wurde zu Kriegsende nicht total geplündert und nicht verwüstet. Anfang der 1960er Jahre kam die Baronin nach Breiteneich zurück um das Schloss zu veräußern, was sie dann aber nicht übers Herz brachte. Mitte der 1960er Jahre begann sie, unterstützt von Bund und Land, mit der Außenrenovierung. So rettete sie, wie einst ihr Mann, das Schloss vor dem drohenden Verfall. Aus dieser Renovierungsphase stammen ein barockes Schmiedeeisentor und zwei seitliche Gartengitter, die zufällig die Initialen MR, Maria Roretz, tragen. Tor und Gitter sind aus dem Schloss Greillenstein, sie wurden zwischen Vorplatz und Garten aufgestellt. Das straßenseitige Eingangstor ist ebenfalls ein Gitter aus dieser „Serie“ mit den Initialen MR.

## Der Hof

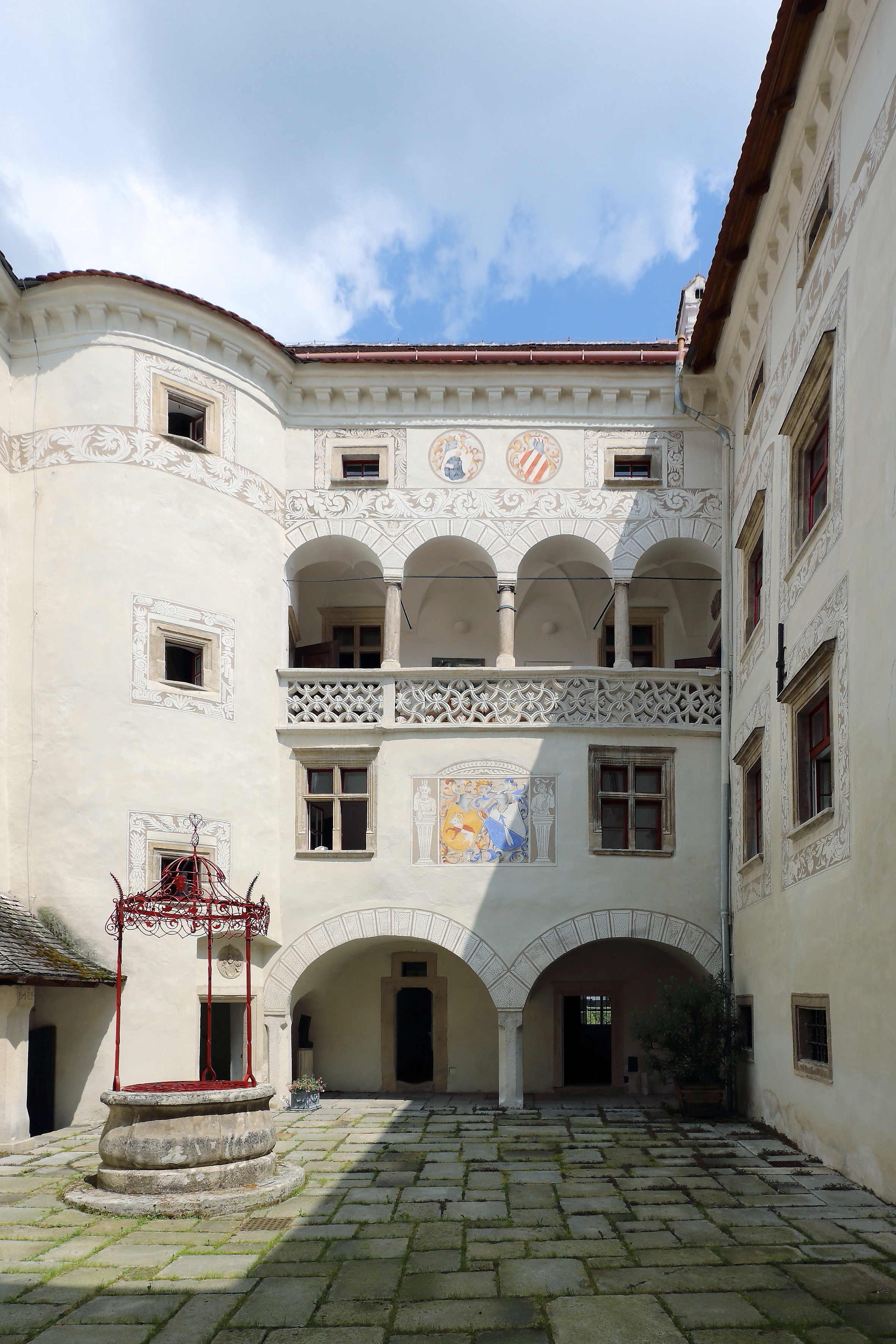
Nordseite des Innenhofes

Das Besondere am Schloss ist der quadratische Innenhof. Im oberen Drittel befindet sich ein tiefer Brunnen mit massiver runder Steinrahmung. Die schmiedeeiserne Brunnenhaube dürfte aus den 1920er Jahren sein, da sie in der Beschreibung von P. F. Endl von 1896 nicht erwähnt wird. In den Ecken des Süd- und des Nordtraktes treten schräg gegenüber die Rundungen zweier Schneckenstiegen aus den Fassaden. Der Eingang am Südtrakt hat ein besonders schönes Steingewände und wird vom aufwändigen Doppelwappen des Schneckenreith und seiner Gattin bekrönt. Die hofseitige Torrahmung ist ebenfalls eine schöne Steinmetzarbeit mit Inschriften und Wappen. Sie wird aber durch den später vorgebauten Laubengang ziemlich verdeckt. Dieser Laubengang ruht auf einer gemauerten Brüstung, die mit Sgraffiti geschmückt ist. Vier Säulen tragen die Bögen. Die Kreuzgewölbe enden mit bemerkenswerten schlusssteinartigen Hängezapfen, die noch der späten Gotik zuzuordnen sind. Zwei tiefe Bogennischen befinden sich am Osttrakt, in der rechten ist ein Wandbrunnen, aus einem Löwenkopf fließt das Wasser in ein kleines Sandsteinbecken. Der Nordtrakt ruht auf einem von einer Säule gestützten Laubengang, darüber ist das gemalte Wappen der Roretz zu sehen. Den darüber befindlichen Laubengang stützen drei Säulen, besonders reizvoll ist die schöne Maßwerkbrüstung. Darüber befindet sich das ebenfalls gemalte Wappen der Clanner von Engelshofen. Die verzierten Steingewände der Fenster werden von breiten Sgraffitobändern umrandet. Unter den kleinen Fenstern des obersten Stockwerkes läuft ein breites Sgraffitoband um den Hof. Es zeigt üppig wuchernde florale Ornamente, aber auch Tiere und Fabeltiere, exotische Gesichter und Engelsköpfe. Diese Motive finden sich auch in den Sgraffiti um die Fenster wieder. Alle Bögen im Hof sind mit Scheinrustika versehen. Der Westtrakt ist unterkellert, am Gewölbe sind die Abdrücke der Schalungsbretter zu sehen. Eine zweiläufige Sandsteinstiege führt in die darüber liegende Halle. Das Wappen über der Eingangstür zeigt Elemente von dem des Schneckenreithers, im gerippten Bogenfeld ist aber der Wappenstier der Roretz herausgemeiselt, eine Schöpfung aus den 1920ern.

## Das Innere
Die Halle selbst wird von einer mächtigen Stichkappentonne überwölbt. Rechts führt eine Tür in einen schmalen Gang an dem der „Graselkerker“ liegt, darin soll der berüchtigte Räuberhauptmann Johann Georg Grasel festgehalten worden sein. Über diesen Räumen befindet sich der Rittersaal. Ernst von Roretz hat ihn von den Unterteilungen befreit und mit einer massiven Balkendecke decken lassen. An der nördlichen Stirnseite befindet sich ein großer, reichverzierter offener Kamin. Gegenüber ein grüner Biedermeierkachelofen. (In etlichen Zimmern gibt es schöne Kachelöfen, die in den 1920er Jahren zum Teil im Dorotheum ersteigert wurden, darunter befindet sich ein wertvoller Renaissanceofen.) An den Wänden hängen Familienporträts, ein meisterhaftes Jugendbildnis der Baronin Maria sticht hervor. Der Rittersaal war ab den 1970er Jahren für mehr als zwei Jahrzehnte Aufführungsort verschiedener Konzerte. Von der Schneckenstiege erreicht man die neben dem Rittersaal gelegenen sog. „Kapellenzimmer“. Hierbei handelt es sich um drei Räume, die einstmals die Schlosskapelle waren. Der mittlere wird von der Kapellenapsis geprägt. Die Räume sind erst in späterer Zeit unterteilt worden. Alle drei werden von einzigartigen Zellengewölben überspannt. Diese Gewölbeart hat in Österreich (vielleicht in Europa) Seltenheitswert, vergleichbares gibt es in der Greinburg. Die „Kapellenzimmer“ gehörten zur Wohnung der Tante Liese Groeger. Über die Schneckenstiege geht es zum Laubengang des Nordtraktes hinauf. Von dort führt eine Tür in das im Osttrakt gelegene Herrenzimmer, auf einem starken Längsbalken ruht eine kassettierte Holzdecke, die aus der Renovierungszeit der 1920er Jahre ist. Ein offener Kamin und ein Kachelofen sorgen für Wärme. An den Wänden hängen zahlreiche Familienporträts, darunter auch, in einem durchbrochenen Goldrahmen, das Bildnis einer Herzogin von Oldenburg mit Hund. Im hinteren Teil des Raumes führt eine kurze Holztreppe in das alte Speisezimmer im Nordtrakt hinauf, dieses hat noch seine originale Balkendecke. Beim Eintreten fällt der Blick zuerst auf das Rund der Apsis. Die Räume des Osttraktes sind meist schlicht gehalten, in zwei Zimmern im ersten Stock sind bemalte Balkendecken erhalten. Die Türstöcke und die Türen im Schloss, sind alle massive Tischlerarbeiten aus den 1920ern. Im ersten Stock des Südtraktes befindet sich die Bibliothek. Nach den „Kapellenzimmern“ ist sie der bemerkenswerteste Raum des Schlosses. Unter der übertünchten Stichkappentonne wurden „Groteskenmalereien“ entdeckt, freigelegt und restauriert. Sie sind aus der Zeit um 1550, da wuchert buntes Ranken- und Blütenwerk in dem sich musizierende Affen, Füchse, Fabeltiere und Putten tummeln. In Spiegelfeldern sind Landschaftsdetails zu sehen. Auf vier Beinen steht ein behäbiger Kachelofen und der gemütliche Erker lädt zum Lesen ein. Über der Bibliothek liegt das große Turmzimmer. Es hat einen neuen Holzplafond, die Turmnische wird von einem mit Streben verzierten Stichkappengewölbe geziert.

## Der Garten
Beim Schloss stehen auf einem Sockel zwei sandsteinerne Putti, die eine Inschriftstafel halten. Sie befanden sich früher unter einem der Rundbögen des Osttraktes im Hof. Auf dem Sockel ließ die Baronin Maria eine Gedenktafel für ihren verstorbenen Mann über die erste Renovierung des Schlosses anbringen. Die Herrschaft Breiteneich hatte die Hohe Gerichtsbarkeit. Delinquenten wurden mitunter einem Gottesurteil überantwortet. Für sie wurde dann im Garten eine Linde mit der Krone in den Boden gepflanzt, schlug sie Wurzeln, so kam er frei. Auf diese Art entstand im Laufe der Zeit eine ganze, etwas skurril wirkende Lindenallee. Diese Geschichte wurde durch mündliche Überlieferung immer weitergegeben, aber auch, dass Nachpflanzungen abgestorbener Linden auf diese Art immer fehlschlugen.

## Das Alte Schloss und die Musik
Im Jahr 1970 wurde der Verein „Internationale Musiktage Schloss Breiteneich – Stift Altenburg“ gegründet. Initiatoren waren Heinrich Reinhart aus Eggenburg, Baronin Maria von Roretz, die nach einem erbaulichen Verwendungszweck für ihr renoviertes Schloss suchte, und der Abt des Stiftes Altenburg Ambros Griebling, der ebenfalls nicht abgeneigt war in sein stilles Stift etwas Leben zu bringen. Nach internen Querelen, wurde 1978 dem Verein das Benützungsrecht von Schloss und Stift entzogen. Es erfolgte eine Vereinsneugründung unter dem Namen „Verein der Musikfreunde Schloss Breiteneich – Stift Altenburg“. Gleichzeitig kam es in diesem Jahr zu einem Neubeginn der öffentlichen Konzerttätigkeit in Schloss und Stift, für die sich Heinrich Reinhart und der neue Abt des Stiftes Altenburg, Bernahard Naber, einsetzten. Mit Unterstützung von Bund und Land sollten diese Vereine den etwas abgelegenen Landstrich kulturell beleben.
Walter Hermann Sallagar, Musiker aus Wien, wurde als Begründer und Organisator der „Breiteneich Kurse“ gewonnen. Es wurden weiterbildende Kurse für Musiker, Sänger, Tänzer etc., aber auch für Instrumentenbau, hauptsächlich für Holzblasinstrumente, angeboten. Dazu wurden in einigen Erdgeschoßräumen des Schlosses, Stall und Mehlkammer, aber auch im Graselkerker, Werkstätten eingerichtet. Gab es im ersten Kursjahr gerade einmal eine Handvoll Teilnehmer, so wuchs die Anzahl derselben von Jahr zu Jahr stetig an. 1979 waren es in mehreren aufeinanderfolgenden Kursen schon 130 aus 15 Nationen. Sie wohnten zum Teil im Alten Schloss und in Quartieren im Ort und in der Umgebung. 1986 wurde, nach 17 Jahren, die Arbeit Walter Hermann Sallagars für den Verein durch den Vorstand beendet. Im Oktober 1978 sprach der junge Geiger, Konzertmeister des NÖ-Tonkünstlerorchesters, Bijan Khadem-Missagh, in der Kulturabteilung der NÖ-Landesregierung vor und eröffnete, dass er ein Kammermusikfestival plane, als Veranstaltungsort denke er an Schloss Atzenbrugg. Das war damals aber noch ruinös. Er wurde vom Kulturreferenten Alfred Willander zwecks Verwirklichung seiner Pläne ins Waldviertel verwiesen. Im Dezember fuhr dieser mit Bijan Khadem-Missagh, Frau Margaret Ley und Heinrich Reinhart nach Breiteneich und nach Altenburg. „Alles besichtigt und begeistert“, lautete die Tagebucheintragung von Frau Ley, der unermüdlichen Organisatorin des bald gegründeten „Internationalen Kammermusik Festivals Austria“. Das Festival wurde ab 1979 im Anschluss an die Sallagar Kurse veranstaltet. Innerhalb weniger Jahre wuchs es zur bedeutendsten Veranstaltung seiner Art heran. Das Waldviertel war nun zum Musikviertel geworden. Bedeutende Orchester und Solisten traten auf und die Anzahl der Auftrittsorte wuchs ständig. Bald gab es an die 300 Meisterkursteilnehmer aus etwa 20 Nationen, viele von ihnen, aus kommunistischen Staaten, sogar aus China, sodass zusätzliche Quartiere angemietet werden mussten. 1990 fügte das Festival seinem Namen „Allegro Vivo“ hinzu, das zum unverwechselbaren Logo wurde und für höchste Qualität steht. Nach dem Tod der Baronin, 1995, wurde dem Verein das weitere Benützungsrecht für das Schloss entzogen. „Allegro Vivo“ fand im Kunsthaus Horn, nur 2 km von Breiteneich entfernt, eine neue Heimat. Was über Jahrzehnte im Schloss aufgebaut wurde, blieb der Region zum Glück erhalten. Der Verein der „Musikfreunde“ löste sich im Jahr 2008 selbst auf.